# رابرت بلاک
رابرت آلبرت بلاک یا رابرت بلاک (به انگلیسی: Robert Albert Bloch) (زاده ۵ آوریل ۱۹۱۷، شیکاگو - درگذشته ۲۳ سپتامبر ۱۹۹۴، لس آنجلس) نویسندهٔ آمریکایی صاحب سبک در گونه‌های وحشت، جنایی و علمی-تخیلی بود.
معروف‌ترین اثر وی رمان روانی یا سایکو یا Psycho است. بلاک داستان‌های کوتاه و رمان‌های متعددی در زمینه ادبیات جنایی و دلهره آور خلق کرد و به واسطه قهرمانان داستانش که همگی از ناراحتی‌های روانی رنج می‌بردند به شهرت رسید.
از وی داستان کوتاه آن قطار عازم جهنم به فارسی ترجمه شده و در آکادمی فانتزی قرار گرفته‌است.
او بیش از هفت دهه به نویسندگی اشتغال داشت و آثار متعددی از خود به جای گذارد که در این میان رمان «بیمار روانی» Psycho)) نوشته شده به سال ۱۹۵۹ از همه موفق تر و مشهورتر است که یک سال پس از انتشار دستمایه کارگردان بزرگ و سلطان سینمای دلهره‌آور «آلفرد هیچکاک» برای خلق اثری سینمایی به همین نام گردید.
«رابرت بلاک» در ۵ آوریل ۱۹۱۷ در شهر «ایلینوی» از ایالت کالیفرنیا به دنیا آمد. «شبح اپرا» نام اولین فیلم ترسناکی است که «بلاک» در سن ۹ سالگی به تماشای آن نشست و پس از آن شب‌های بسیاری موقع خواب، چراغ‌های اتاقش را روشن می‌گذاشت اما این ترس هرگز از محبوبیت داستان‌های عجیب و مرموز نزد او نکاست. «بلاک» نوشتن را از دوران دبیرستان آغاز کرد و در همان سال‌ها به تبعیت از سبک «اچ. پی. لاوکرفت» داستانی با عنوان «قضیه» به رشته تحریر درآورد که در نشریه داخلی دبیرستان به چاپ رسید و سال‌ها بعد نیز تجدید چاپ شد. با فراغت از دبیرستان «بلاک» ماشین تایپی دست دوم خرید و موفق شد داستانی با عنوان «هیولای صومعه» را به مجله تخصصی داستانی «ویرد تیلذ» بفروشد و این اتفاق در هفده سالگی اش افتاد. «بلاک» که شخصیتی افسرده و گوشه گیر داشت تا سن ۲۷ سالگی موفق به پیدا کردن شغلی برای خود نشد و از این رو تمام وقت به نویسندگی مشغول بود. اکثر آثاری که او در خلال سال‌های ۱۹۳۵ تا ۱۹۳۸ خلق کرده به نوعی تحت تأثیر آثار «لاوکرفت» و «ادگار آلن پو» نوشته شده‌اند چه «بلاک» از دوستداران آنان به‌شمار می‌رفت و سال‌های طولانی با «لاوکرفت» مکاتبه داشت و نظر او را در باب آثار خود جویا می‌شد.
با مرگ «لاوکرفت» به سال ،۱۹۳۷ «بلاک» شیوه نگارش خود را تغییر داد و به نوعی آن را وسعت بخشید. اولین داستان علمی تخیلی او «راز رصدخانه» نام دارد که سرآغاز گونه‌ای دیگر از داستان‌نویسی «بلاک» به‌شمار می‌رود اما او که اطلاعات علمی چندانی نداشت در این داستان‌ها بیشتر به رویاپردازی پرداخت. اوایل دهه چهل «بلاک» به مقوله‌های ماوراءالطبیعه علاقه‌مند شد و پس از مدتی هر آنچه که می‌خواست را در دنیای «روان‌شناسی» یافت. او که در اواخر دهه ۳۰ با داستان کوتاه و طنزآمیزش با عنوان «شغل» به شهرتی فراوان رسیده بود و آثارش در حد آثار «آمبروس بیرس» شمرده می‌شد در دهه ۴۰ به خصوص پس از واقعه جنگ جهانی دوم به دنیای جدیدی در ادبیات پا نهاد و به کالبدشکافی ذهن بیماران روانی خطرناک و قاتلین زنجیره‌ای پرداخت و در سال ۱۹۴۳ داستان مشهور «ارادتمند شما، جک درنده» را خلق کرد که داستان یک قاتل زنجیره‌ای به نام «جک» است که قربانیان خود را با چاقو می‌کشد و به همین دلیل لقب «درنده» (Ripper) را برای خود برگزیده است. چندی بعد برنامه‌ای رادیویی با الهام از همین رمان راه اندازی شد که سرآغاز موفقیتی بزرگ برای «بلاک» به‌شمار می‌آمد و به واسطه موفقیت این برنامه رادیویی برنامه‌ای دیگر با عنوان «Tuned For Terror Stay» به راه افتاد و ۳۹ داستان از «بلاک» در قالب نمایشنامه به اجرا درآمد. «بلاک» اولین رمان خود با عنوان «شال» Scarf) The) را در سال ۱۹۴۷ به رشته تحریر درآورد. رمان‌های او در خلال دهه ۵۰ و ۶۰ توانست مرزهای ادبیات جنایی و دلهره‌آور را مشخص کند که تا قبل از او بسیار نامعین بود. «بلاک» پس از خلق اولین رمانش چندین سال را در سکوت سپری کرد تا سال ۱۹۵۴ که سه رمان منتشر کرد. اما سال ۱۹۵۹ رمان «بیمار روانی» منتشر شد که خیلی زود نظر «آلفرد هیچکاک» را به خود جلب کرد و «بلاک» را بیش از پیش مشهور. ناگفته نماند که همکاری «بلاک» و «هیچکاک» از سال ۱۹۵۵ بر سر برنامه تلویزیونی «آلفرد هیچکاک تقدیم می‌کند» آغاز شده بود و تا سال ۱۹۶۱ نیز ادامه داشت. «بلاک» در طول عمر نویسندگی خود موفق به اخذ جوایزمتعددی شد. که از آن‌ها می‌توان به جایزه مؤسسه «هوگو» و جایزه انجمن نویسندگان آمریکا اشاره کرد. «رابرت بلاک» عاقبت در ۲۳ سپتامبر ۱۹۹۴ چشم از جهان فرو بست.
از دیگر آثار او می‌توان به «شبگرد»، «تیمارستان» و «دارالمجانین» اشاره کرد.